# Voljàntxik
Voljàntxik (en rus: Волжанчик) és un poble (un khútor) de l'óblast de Kursk, a Rússia, que en el cens del 2010 tenia 7 habitants. Pertany al districte de Kastórnoie.